# 罗杰·谢尔曼·鲍德温
罗杰·谢尔曼·鲍德温（英語：Roger Sherman Baldwin，1793年1月4日—1863年2月19日）是一位美国政治家，曾在1844年至1846年担任康乃狄克州第32任州长，1847年至1851年担任美国参议员。鲍德温担任律师时曾参与过1841年美国诉友谊号案。